# Буздяк
Буздя́к (баш. Бүздәк) — село в Республике Башкортостан Российской Федерации. Административный центр Буздякского района и Буздякского сельсовета. Расположен на западе республики Башкортостан в левобережье реки Белой в бассейне её притока реки Чермасан.

## География
Село находится в 120 км от Уфы.

## История
В современном виде возник в середине 1970-х годы при слиянии посёлка станции Буздяк (основано в 1930-е годы как посёлок Станции Буздяк на участке Бугульма-Чишмы Московско-Казанской (ныне Куйбышевская) железной дороги) с расположенными рядом селом Табанлыкуль и деревня Верхний Буздяк в один населённый пункт под названием Буздяк.

## Население
| 1959 | 1970  | 1979  | 1989  | 2002  | 2009    | 2010    | 2021  |
| ---- | ----- | ----- | ----- | ----- | ------- | ------- | ----- |
| 4455 | ↗6116 | ↗7669 | ↗8719 | ↗9733 | ↗10 450 | ↘10 323 | ↘9915 |

Национальный состав
Согласно переписи 2002 года, преобладающие национальности — татары (64 %), башкиры (28 %).
Согласно переписи 2020 года, преобладающие национальности — татары (61,2 %), башкиры (30,1 %), русские (6,9 %).

## Достопримечательности
- Историко-краеведческий музей. Начал свою работу в 2000 году. Расположен на втором этаже Дома культуры. В музее работает два зала: зал боевой славы, посвященный жизни буздякцев в годы Великой Отечественной войны, и зал этнографии[12].

## Культура
Имеется татарский историко-культурный центр, где проводятся различные народные и мусульманские праздники и события (Сабантуй, Науруз, Ураза байрам, Корбан байрам и прочее). Действует республиканский татарский праздник «Туган тел», фестиваль национальной кухни «Балешфест» и другие.
Имеется фольклорный коллектив «Хатира». А также ежегодно организуется летний детский лингвистический лагерь «Чаткылар» по изучению языка, культуры, обрядов, народных традиций.

## Религия
Мечети
- Мечеть. Поставлена в посёлке в 1996 году[14].

Православные храмы
- Церковь Вознесения Господня

## Известные уроженцы
- Габдрашитов, Фазулла Габдуллинович (25 октября 1903 — 5 апреля 1975) — Герой Советского Союза, пулемётчик 2-го эскадрона 60-го гвардейского кавалерийского полка 16-й гвардейской кавалерийской дивизии 7-го гвардейского кавалерийского корпуса 61-й армии Центрального фронта, гвардии рядовой.
- Шавалеев, Равиль Рашитович — хирург, доктор медицинских наук (2005), заслуженный врач Республики Башкортостан (1998).

## Фотогалерея

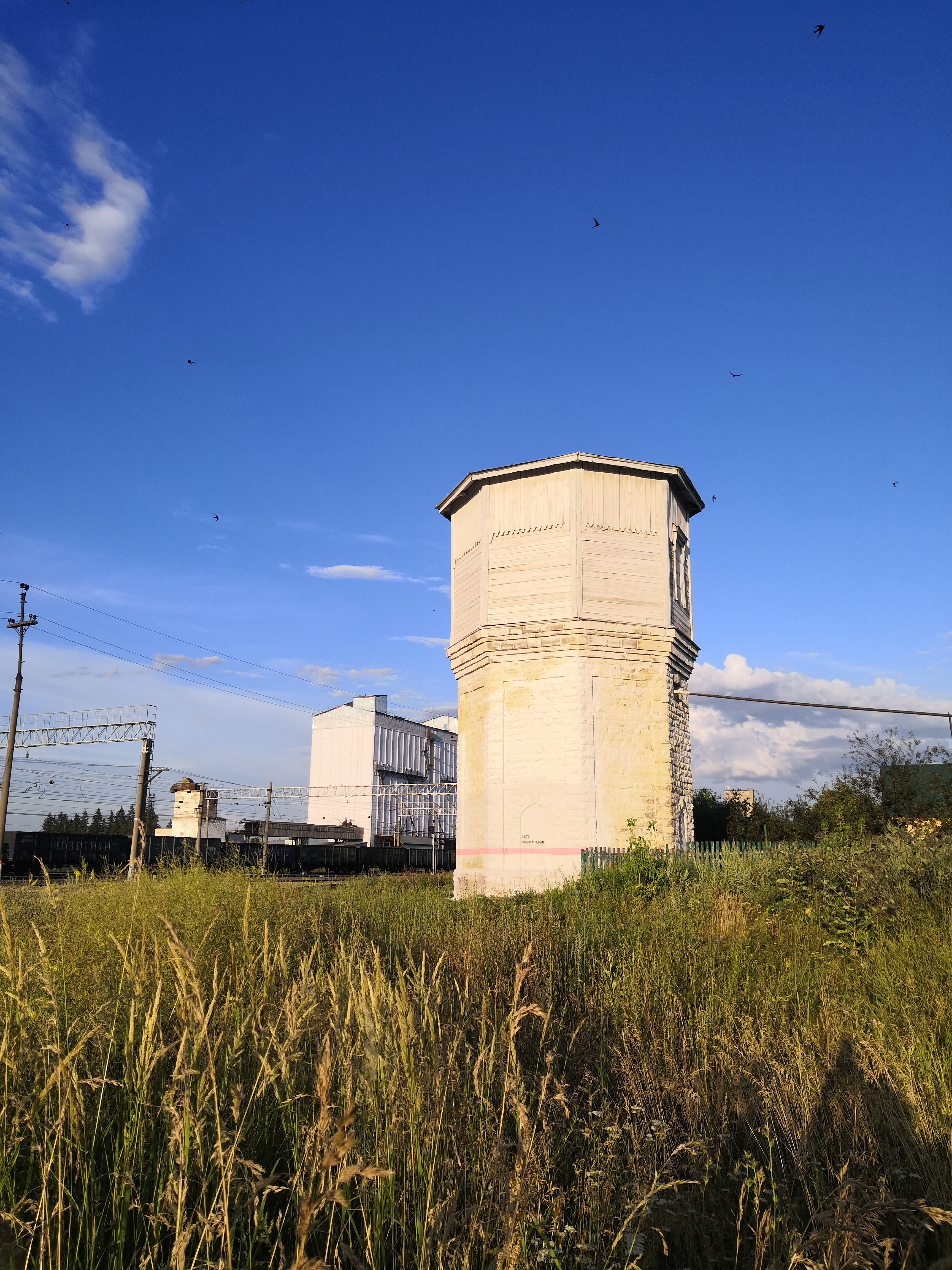
Водонапорная башня, начало 20 века.
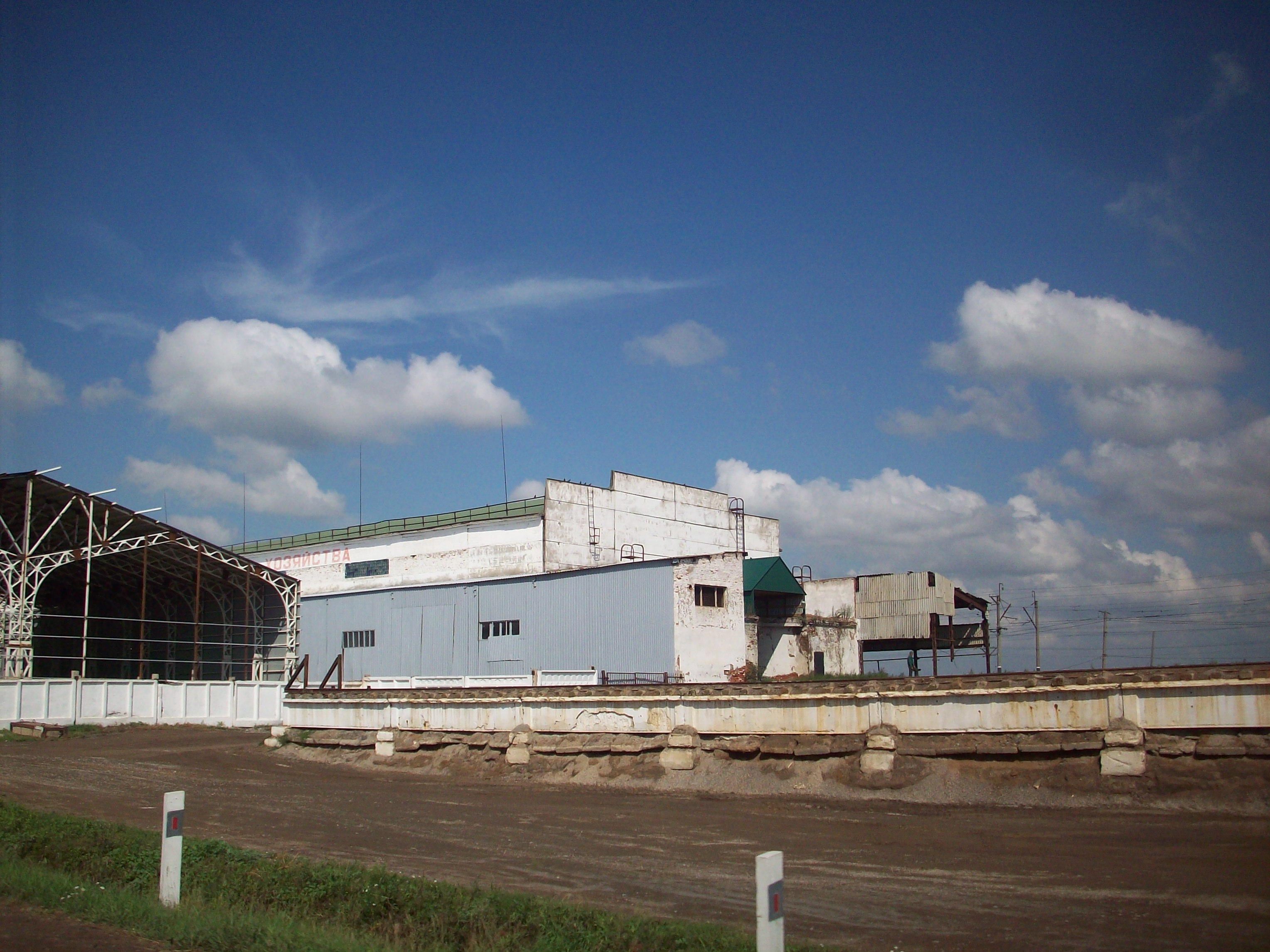